# Stenhomalus ruficollis
Stenhomalus ruficollis är en skalbaggsart som beskrevs av J. Linsley Gressitt 1935. Stenhomalus ruficollis ingår i släktet Stenhomalus och familjen långhorningar.
Artens utbredningsområde är Taiwan. Inga underarter finns listade i Catalogue of Life.